# 인스케이프 (플러그인)
인스케이프(Enscape)는 상업용 실시간 렌더링 및 가상 현실 플러그인이다. 주로 건축, 엔지니어링, 건설 분야에서 사용되며, 2013년 설립되어 독일 카를스루에에 본사를 두고 미국 뉴욕에 사무소를 두고 있는 인스케이프사(Enscape GmbH)에서 개발 및 유지 관리하고 있다. 2022년, 인스케이프의 개발사 인스케이프사(Enscape GmbH)는 경쟁 렌더링 소프트웨어 V-레이의 개발사인 케이어스(Chaos)와 합병되었다.

## 개요
인스케이프는 주로 운영 복잡성이 낮은 건축물의 사실적인 시각화 계산에 집중한다. 대기 시간을 줄여 기획 프로젝트에서 더 높은 반복 속도를 달성하기 위해 실시간 방법이 적용된다. 예를 들어, 각각의 CAD 모델은 가상 현실 시뮬레이션을 도출하는 데 사용된다.
인스케이프는 OpenGL 4.4 및 벌컨을 사용하며 기본 CAD 모델의 사실적인 표현을 제공한다. 경로 추적 절차와 물리적 기반 재료 모델의 도움으로 전역 조명을 사실적으로 시각화할 수 있다.
현재 다음 디자인 솔루션이 지원된다.
- 오토데스크 레빗
- 스케치업
- 라이노세로스 3D
- 아키캐드
- 벡터웍스